# Prijs voor het Religieuze Boek
De prijs voor het religieuze en spirituele boek is jaarlijkse Belgische prijs van het katholieke Medianetwerk Plus voor een boek dat toegankelijk helpt zoeken naar zin, bezinning en bezieling.

## Geschiedenis
In 1994 nam de Vereniging der Uitgevers van de Katholieke Periodieke Pers (voorloper van Medianetwerk Plus) met toenmalig voorzitter Frans Nauwelaerts samen met de Vereniging ter Bevordering van het Religieuze Boek (VBRB) het initiatief tot een tweejaarlijkse prijs voor een religieus boek.
- 1994: Peter Schmidt - In vrijheid, trouw en hoop
- 1998: Herwig Arts s.j.
- 2000
- 2002: Peter Schmidt - In de handen van mensen
- 2004: Emilio Platti - Islam, van nature een vijand?
- 2006: Geert Van Oyen - De Marcus code
- 2008: Tim Peeters - Gods eenzame zwijgers. De spirituele weg van de kartuizers en Staf Hellemans voor Het tijdperk van de wereldreligies. Religie in agrarische civilisaties en in moderne samenlevingen

Vanaf 2011 werd de erkenning jaarlijks georganiseerd in het kader van de Maand van de spiritualiteit met twee categorieën. Rik Torfs werd juryvoorzitter en Mieke Van Hecke vicevoorzitter. In 2019 werd de prijs voor het religieuze boek hernoemd tot prijs voor het christelijke boek.
| Jaar | Religieuze boek | Spirituele boek                                         | Publieksprijs |
| ---- | --- | ------------------------------------------------------- | --- |
| 2011 | Mark Heirman - De franciscaanse belofte                                                                                               | Bieke Vandekerckhove - De smaak van de stilte           | |
| 2012 | Mark Rotsaert - Geestelijke Onderscheiding bij Ignatius van Loyola Huub Oosterhuis - 150 psalmen vrij                                 | Jan De Cock - Doodgelukkig leven                        | |
| 2013 | Peter Rossel, Manu Van Hecke en Johannes Lootens - De Sint-Sixtusabdij van Westvleteren                                               | Willem Vermandere - De zeven laatste woorden            | Lucette Verboven - Ongewone wegen |
| 2014 | Marcel Braekers (provinciaal van de Vlaamse dominicanen) - Meesters in spiritualiteit (over de middeleeuwse mysticus Meester Eckhart) | Stevo Akkerman Donderdagmiddagdochter                   | Jan De Volder - Een wonderlijk tweepausenjaar Bart Willemen - The Lord of Tolkien                                                                                |
| 2015 | Klaus-Rüdiger Mai - Lof der religie: waarom het niet om het even is wat u en uw buur geloven                                          | Ilse Kerremans - Edith Stein: leven aan Gods hand       | Jonas Slaats - Soefi’s , Punkers en Poëten: een christen op reis door de Islam Francis Jonckheere - Jozef Van den Berg: van poppenspeler tot acteur van Christus |
| 2016 | Paolo Dall'Oglio - Uit Liefde voor de Islam                                                                                           | Marc Desmet - Euthanasie. Waarom niet?                  | idem |
| 2017 | Margot Vanderstraeten - Mazzel Tov | Alexander Roose - De vrolijke wijsheid                  | Bénédicte Lemmelijn - Mijn geloof als Bijbelwetenschapper? |
| 2018 | Maarten van der Graaff - Wormen en engelen                                                                                            | Toon Horsten - De pater en de filosoof                  | Rita Ghesquière - Duizend namen |
| 2019 | Herman De Dijn - Rituelen | Johan de Boose - Het vloekhout                          | Dennis Vanden Auweele - Bekentenissen van een afvallige atheïst                                                                                                  |
| 2020 | Erik Borgman voor Alle dingen nieuw                                                                                                   | Roger Burggraeve - Geen toekomst zonder kleine goedheid | Roger Burggraeve - Geen toekomst zonder kleine goedheid |
| 2021 | Tomas Halik – In het geheim geloven                                                                                                   | Erik Meganck - Religieus Atheïsme                       | Nikolaas Sintobin – Vertrouwen op je gevoel |